# Stuart Tomlinson
Stuart Tomlinson né le 22 mai 1985 à Chester est un ancien footballeur anglais qui évoluait au poste de gardien de but.
En 2014, il débute dans le monde du catch sous le nom d'Hugo Knox à la World Wrestling Entertainment (WWE).

## Carrière dans le catch

### World Wrestling Entertainment (2013-2016)
En décembre 2013, Tomlinson a voyagé aux États-Unis pour être formé comme catcheur, un contrat de développement par la WWE. Il a été affecté à la WWE Performance Center et a pris le nom de ring Hugo Knox. Knox a fait ses débuts sur le ring pour la NXT, lors d'un Live Event le 8 novembre 2014.
Plus tard ce mois Tomlinson a été rejoint à la WWE par un deuxième ancien gardien de but professionnel après la signature de Tim Wiese.

#### NXT Wrestling (2014-2016)
Il fait ses débuts le 8 novembre en perdant avec Elias Samson et Steve Cutler contre Angelo Dawkins, Chad Gable et Sawyer Fulton.